# 貝爾蒙特鎮區 (愛荷華州沃倫縣)
貝爾蒙特鎮區（英語：Belmont Township）是位於美國愛荷華州沃倫縣的一個行政鎮區。

## 地方資料
根據2010年美國人口普查的數據，貝爾蒙特鎮區的面積為92.21平方千米，當中陸地面積為92.18平方千米，而水域面積為0.03平方千米。當地共有人口957人，而人口密度為每平方千米10.38人。